# Cyrix

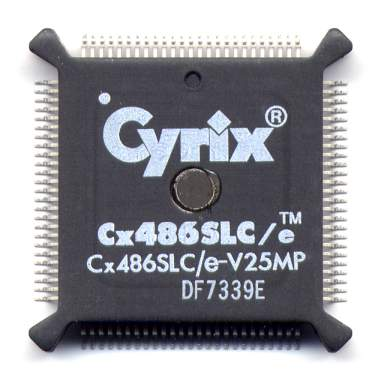
Microprocesseur Cyrix Cx486SLCe

Cyrix était une société américaine fabricant des microprocesseurs compatibles avec ceux d'Intel.
Fondée en 1988, elle a été rachetée en 1997 par National Semiconductor puis revendue en juillet 1999 au taïwanais VIA Technologies.
Parmi eux, on peut citer le M1, plus connu sous les noms commerciaux de 6x86 PR133+, PR150+, PR166+ et PR200+. Sorti en 1995, ce processeur, compatible avec le Pentium d'Intel a valu un court, mais réel, succès à la marque. Grâce à son prix, bien inférieur par rapport à celui du Pentium d'Intel, il offrait une vraie alternative. Mais il fut lui-même concurrencé par AMD déjà bien implanté sur le marché des semi-conducteurs. Faute de recherches technologiques, Cyrix abandonna le marché des processeurs PC.
Son succès était dû à sa compatibilité avec la plateforme Pentium d'Intel et à son prix très inférieur : le PR166+ notamment coûtait le prix d'un Pentium 133 MHz, offrait des performances en virgule flottante (3D) plutôt inférieures, mais des performances en virgule fixe et sur les nombres entiers supérieures.